# Lago Humic
El Lago Humic (en inglés: Humic Lake) es un lago relativamente pequeño localizado en el sudoeste de Burnet Cove, en el lado este de la Ensenada Maiviken, en la isla San Pedro de las Georgias del Sur. Fue nombrado por el Comité de Topónimos Antárticos del Reino Unido por  el agua oscura causada por el ácido húmico.